# Comastoma malyschevii
Comastoma malyschevii är en gentianaväxtart som först beskrevs av Zuev, och fick sitt nu gällande namn av V.V. Zuev. Comastoma malyschevii ingår i släktet lappgentianor, och familjen gentianaväxter. Inga underarter finns listade i Catalogue of Life.